# Torres Venecianes
Les Torres Venecianes o Torres d'accés al recinte de l'Exposició de 1929 són dues torres situades a l'inici de l'avinguda de la Reina Maria Cristina, una a cada vorera, just a tocar de la Plaça d'Espanya de Barcelona. Estan declarades Bé Cultural d'Interès Local.

## Descripció
Les dues torres son idèntiques i tenen una alçada de 47 metres, amb 7,2 metres d'intersecció de la base quadrangular. Tenen una composició formada de quatre parts: una base de parament de carreus de pedra, un fust de maó vist, una llotja formada per columnes de pedra artificial i la coberta de pavelló a quatre vessants.
La secció del peu està construïda amb pedra artificial, la secció principal amb maons vermells i la secció superior és una galeria amb vistes feta amb pedra artificial també, i la torre està coronada amb un sostre de coure piramidal. Van ser modelades seguint l'estil del campanar de Sant Marc a Venècia. La tria de materials poc nobles es devia a l'estil de l'època de l'arquitectura noucentista, ja que aquestes torres estava previst que fossin desconstruïdes una vegada finalitzada l'Exposició Internacional de Barcelona de 1929.
Totes les façanes son idèntiques exceptuant les bases, que tenen una porta d'entrada. Els plans de pedra de la base son lleugerament inclinats i estan separats del fust amb una motllura senzilla. El fust de la torre, de maó vist, té tres eixos a cada cara, formalitzat un relleu com un dibuix acanalat emmarcant unes finestres molt estretes que il·luminen l'escala interior. Una cornisa ampla recolzada en permòdols de pedra, separa el fust de la llotja, la qual es forma per una sèrie de columnes corínties amb cantonades sòlides emmarcades de baix a dalt amb una cornisa de caràcter clàssic. La coberta és de forma piramidal, de planxa d'aram.

## Història
El 1927 l'Ajuntament de Barcelona organitzà un concurs públic d'ordenació del recinte d'entrada a l'Exposició. El concurs fou guanyat per l'arquitecte Ramon Reventós. Fou l'arquitecte Ramon Reventós qui les acabà dissenyant i fent construir en el període de 1927 a 1929, com a part del redesenvolupament de l'Exposició Internacional de Barcelona de 1929. Reventós va estar també involucrat amb altres nombrosos projectes de l'exhibició, com el Teatre Grec i el museu Poble Espanyol a la proximitat de la muntanya de Montjuïc. El 18 de gener de 1928 la Junta Directiva de l'Exposició de Barcelona aprovà el projecte de les dues torres. La construcció s'inicià el 1929.
Han estat restaurades en dues ocasions. La primera restauració va ser els anys 1987-88. També es van restaurar a finals del 2013, amb un cost aproximat llavors de 703.750 €. Amb aquest procés es va permetre eliminar l'enxarxat que s'havia situat en les galeries amb vistes per atrapar qualsevol despreniment de les seccions més danyades. Aquestes obres no preveien cap canvi constructiu ni d'ús de l'edificació, ja que es tractava d'edificis protegits. Aquestes obres de restauració s'iniciaren a l'octubre de l'any 2013 i es preveia la finalització cap al mes de gener de 2014, amb un cost previst finalment de 472.000 €.
Les torres tenen una funció purament ornamental, per marcar l'entrada al districte de l'exhibició, conegut com a Fira de Barcelona, i l'inici de la gran avinguda que condueix al palau Nacional de Montjuïc, on s'hi situa el Museu Nacional d'Art de Catalunya. Originalment les torres estaven obertes al públic, el qual podia pujar-hi per les escales internes per dirigir-se a les galeries amb vistes. Però actualment estan tancades, tot i que es va fer una excepció el 25 i 26 d'octubre de 2014, que es van obrir al públic durant el festival d'arquitectura 48h Open House. La torre oest, al llarg dels anys, havia centralitzat els controls per dirigir el joc de llum i aigua de les fonts de Montjuïc, i a l'altra s'hi van ubicar sirenes per avisar d'alguna possible emergència.

## Galeria d'imatges

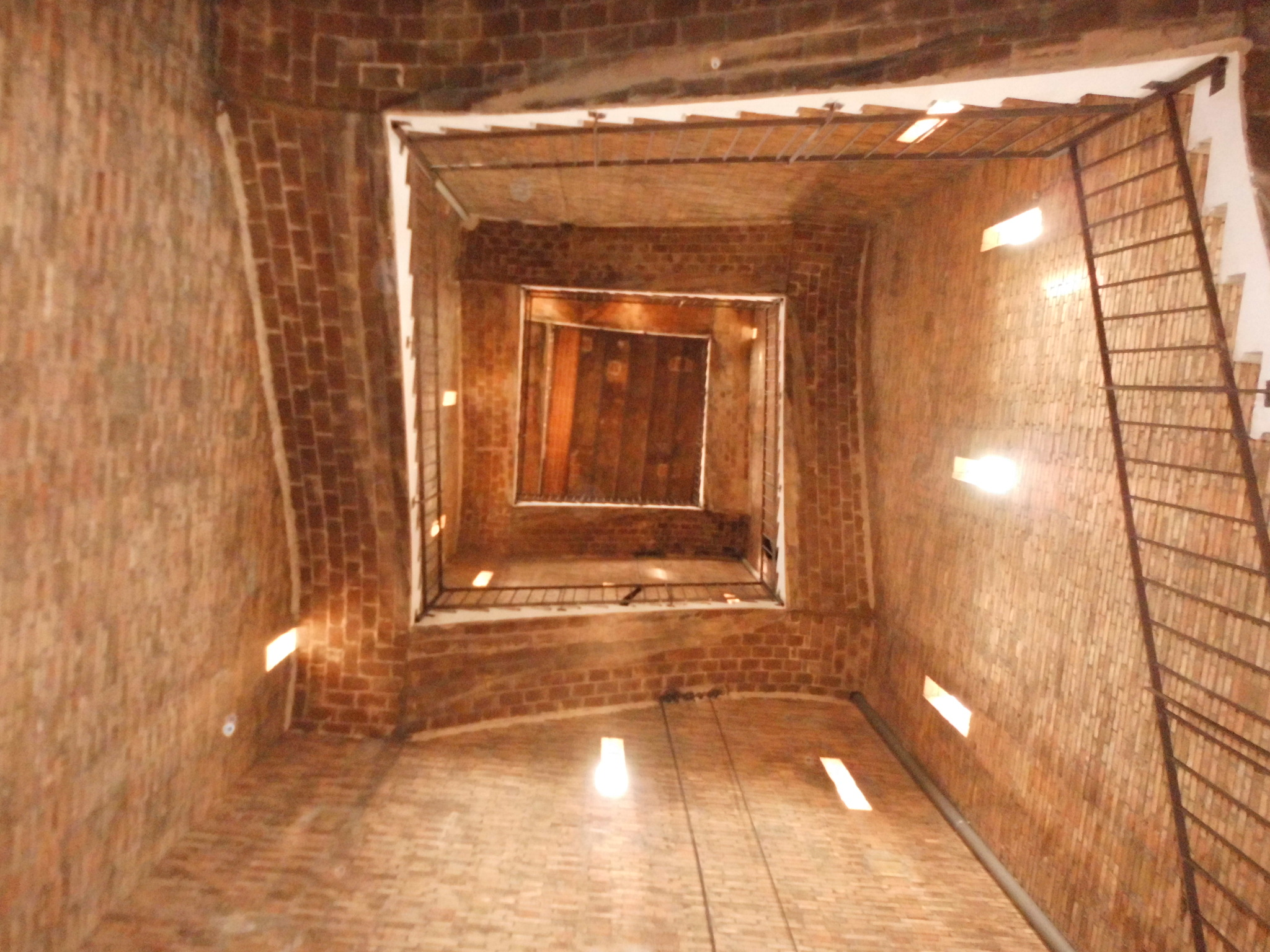
Interior
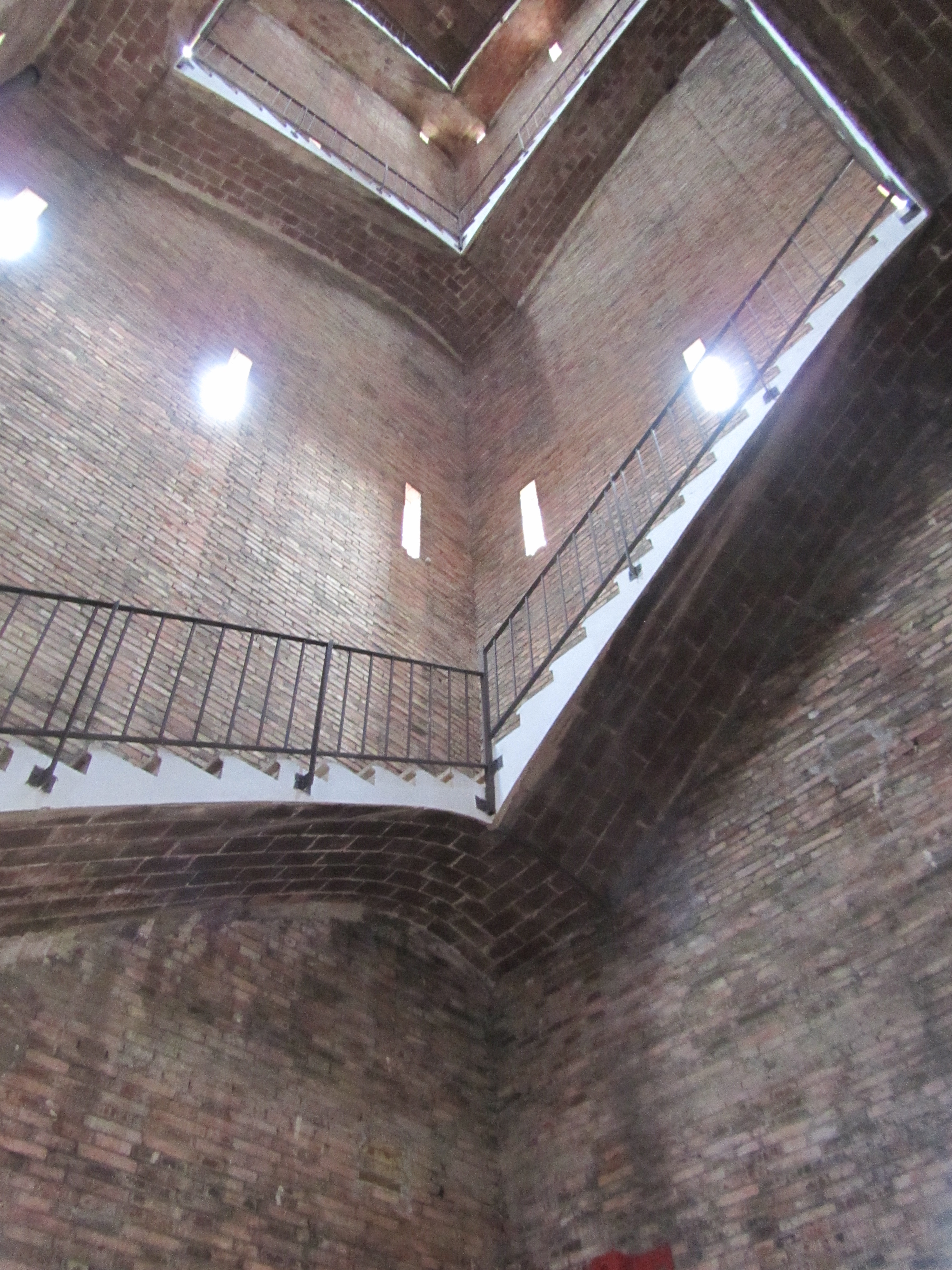
Escala amb volta catalana
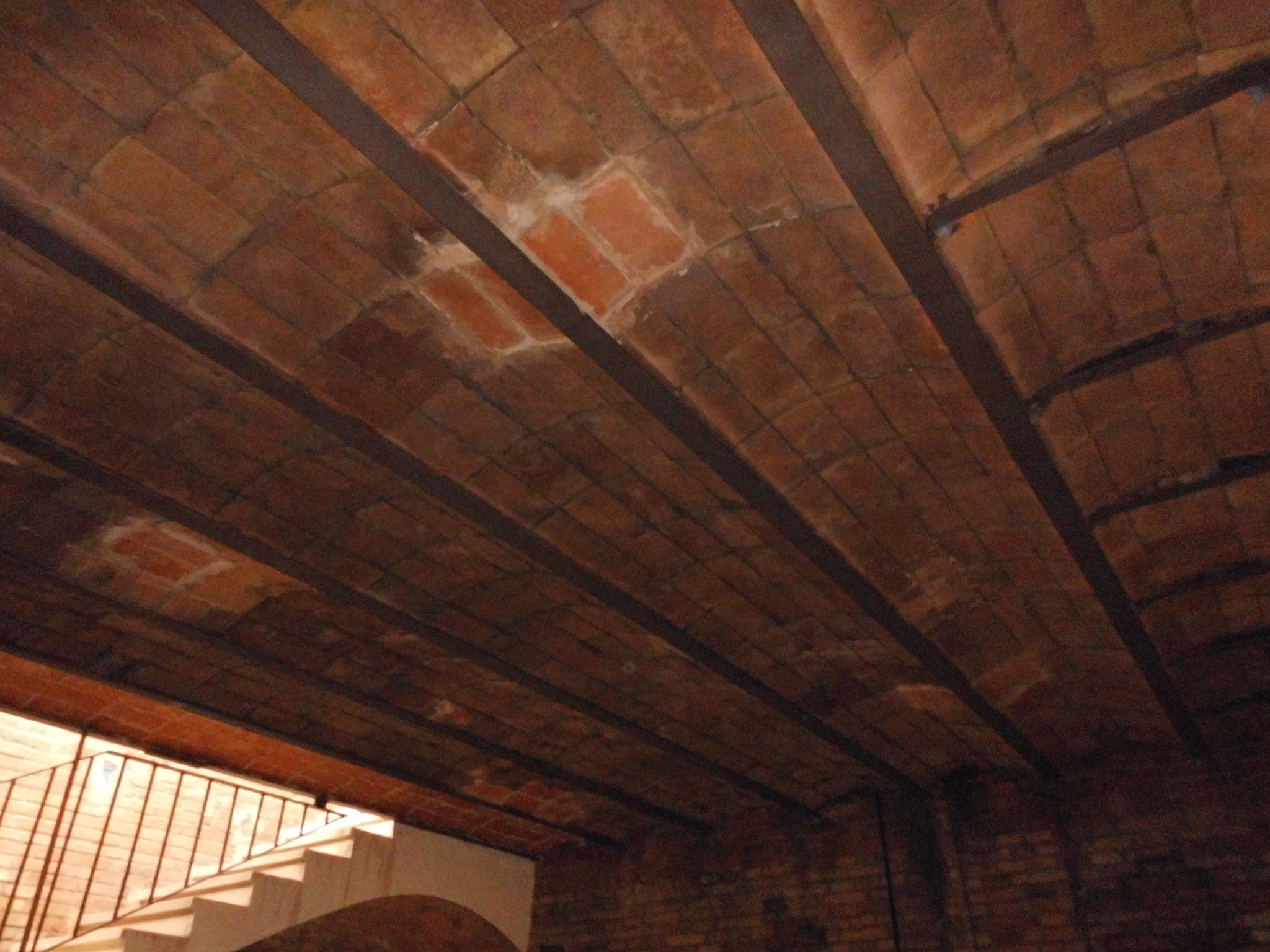
Terra de la cúpula
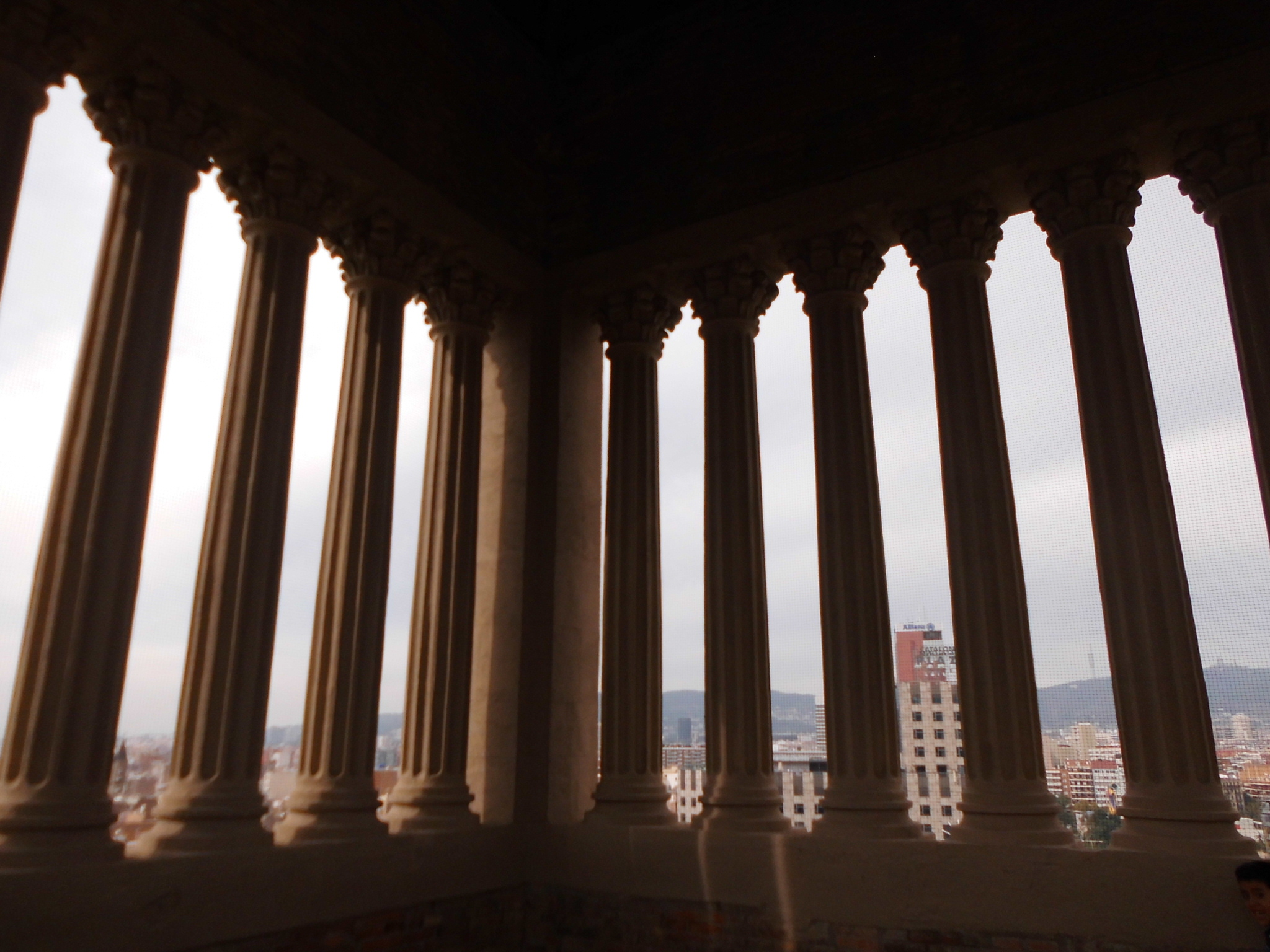
Interior de la cúpula
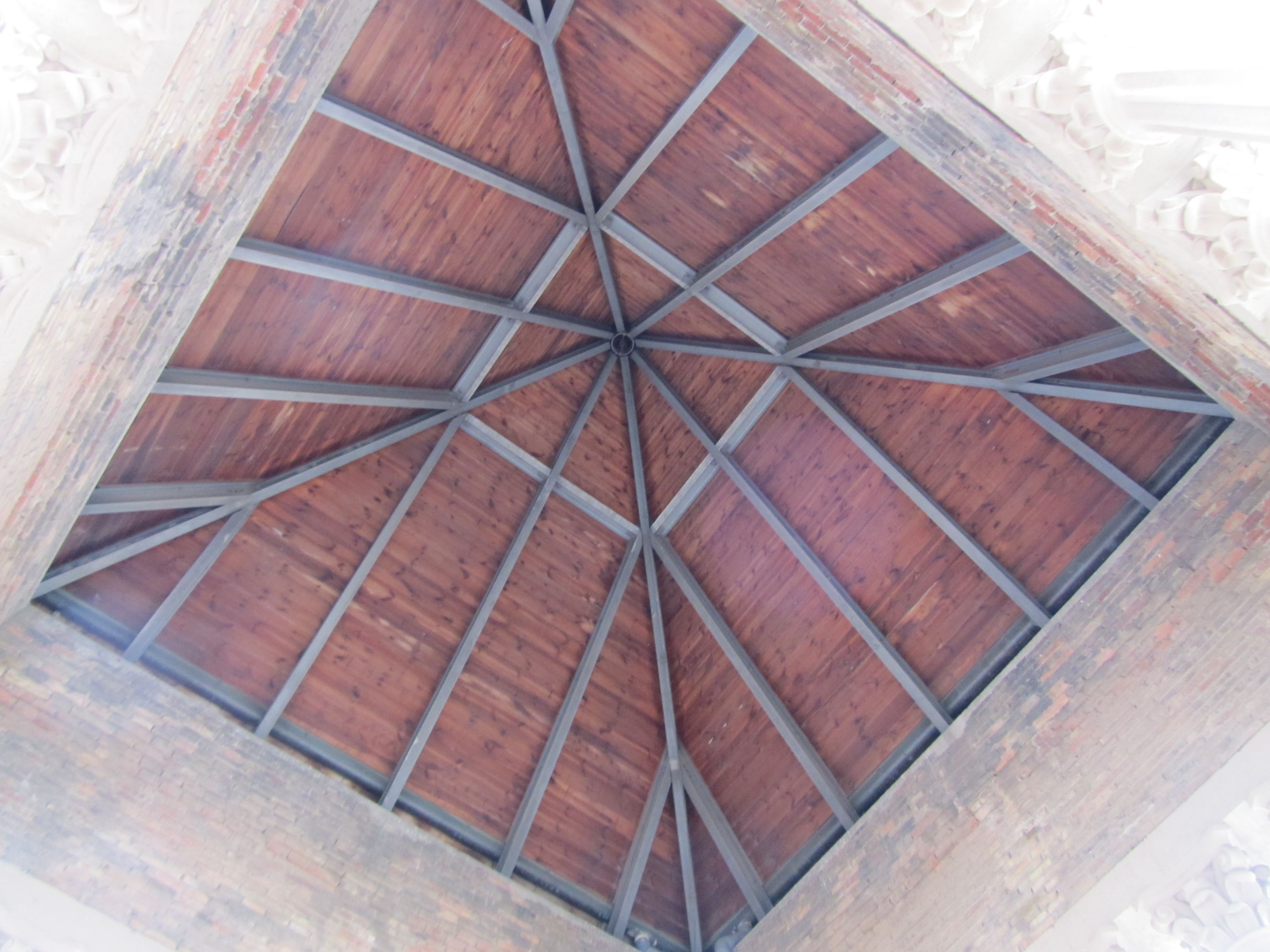
Sostre
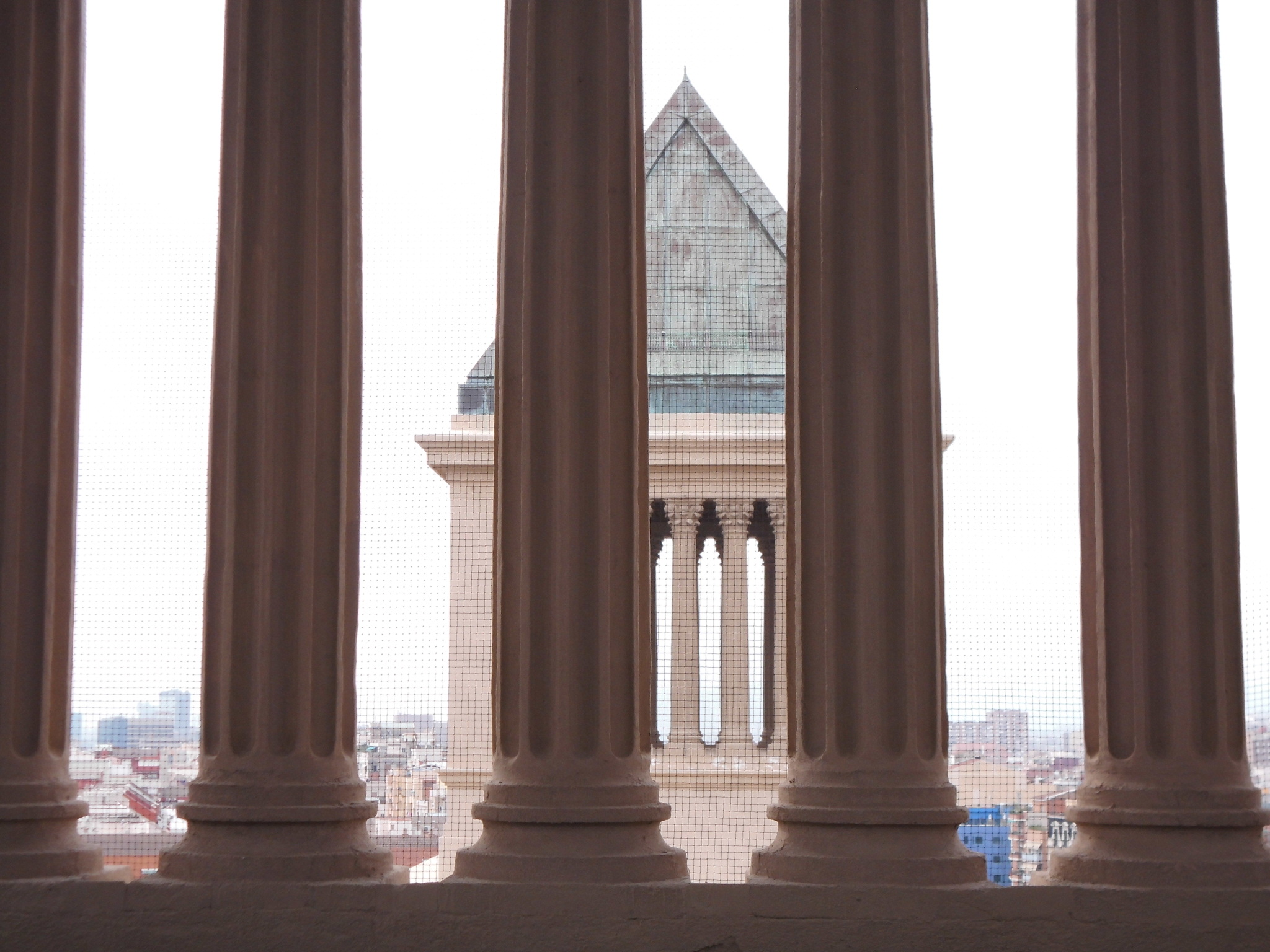
Vista a la seva torre bessona
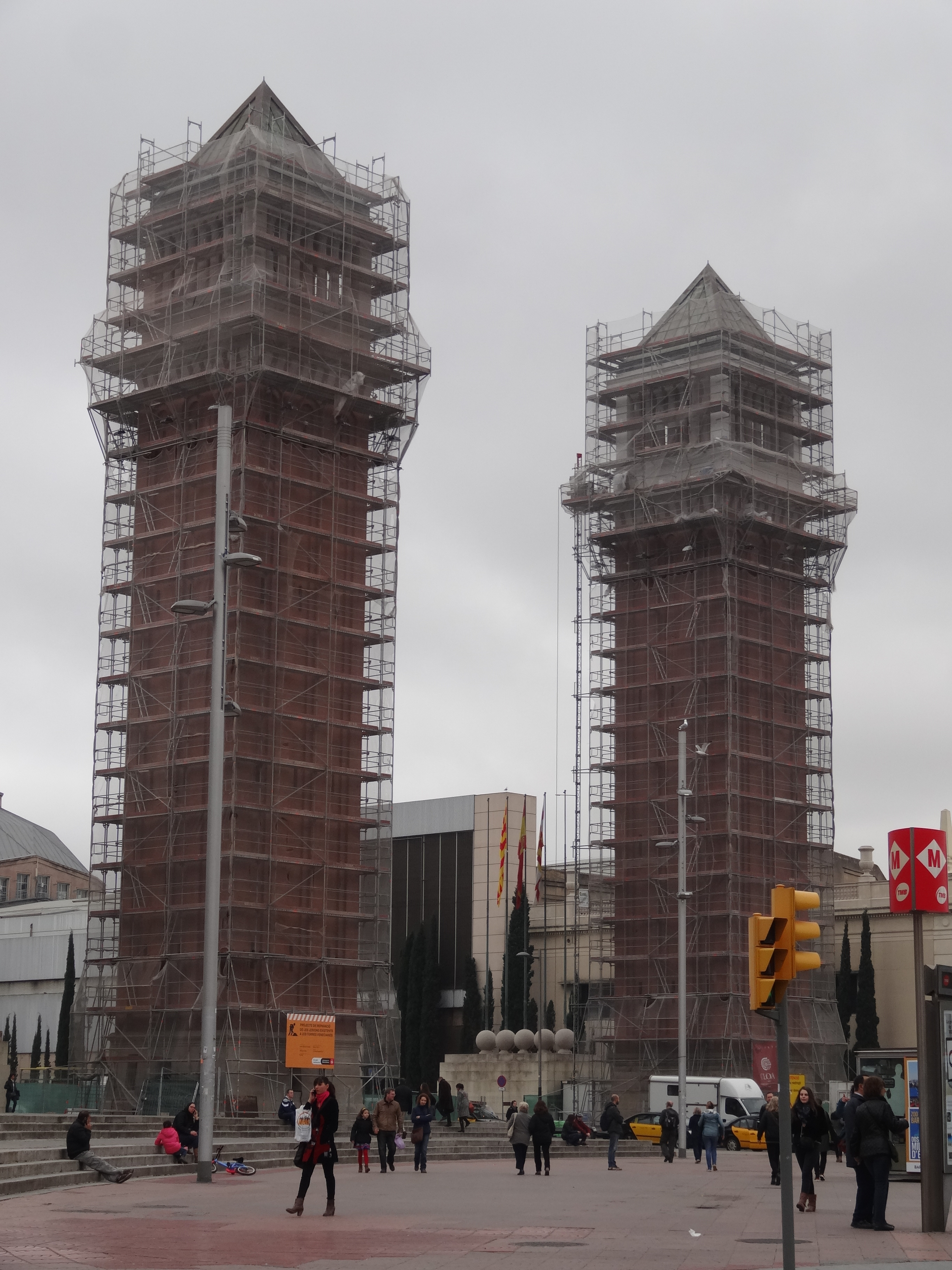
Torres en restauració
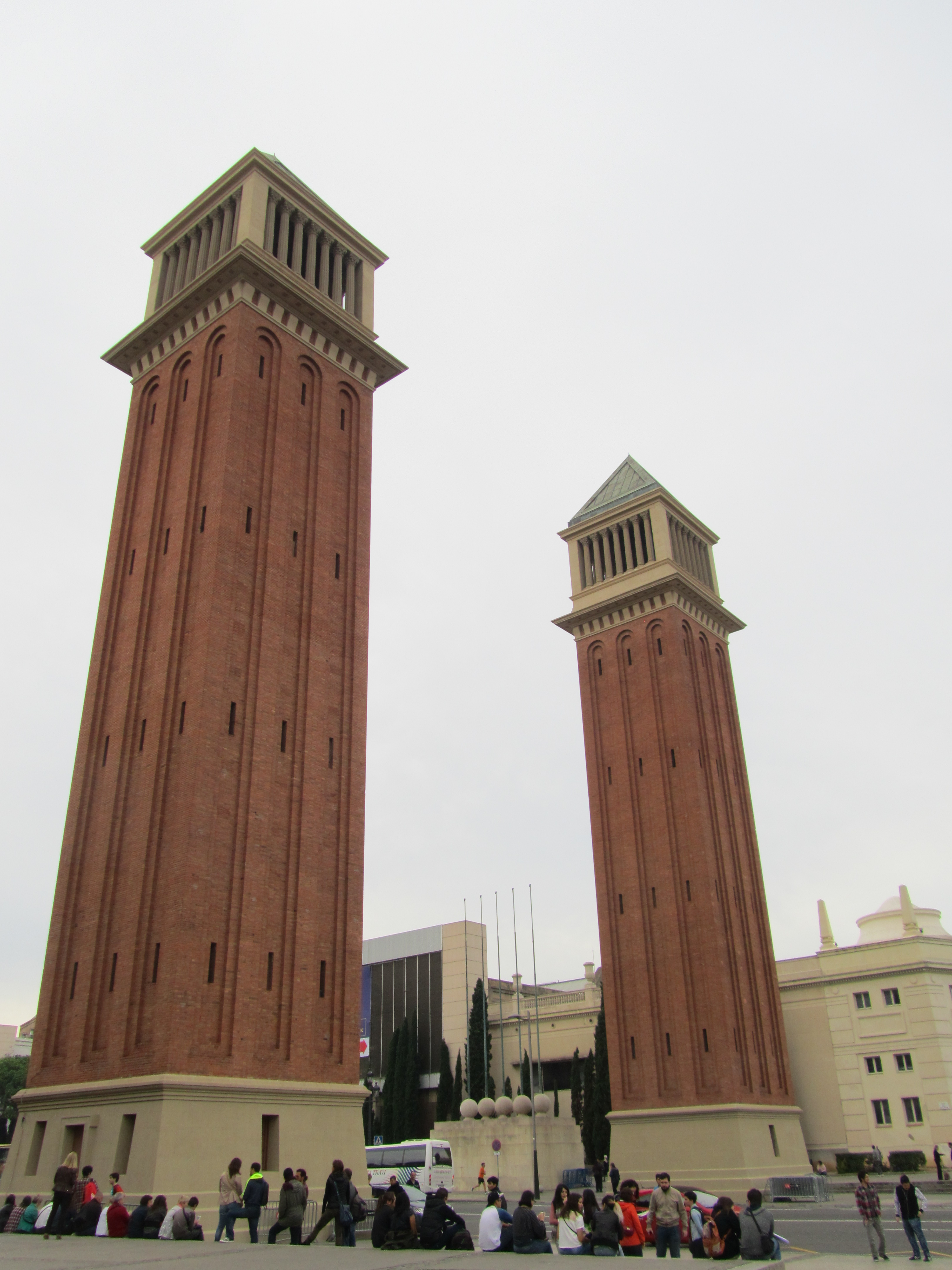
Torres ja restaurades
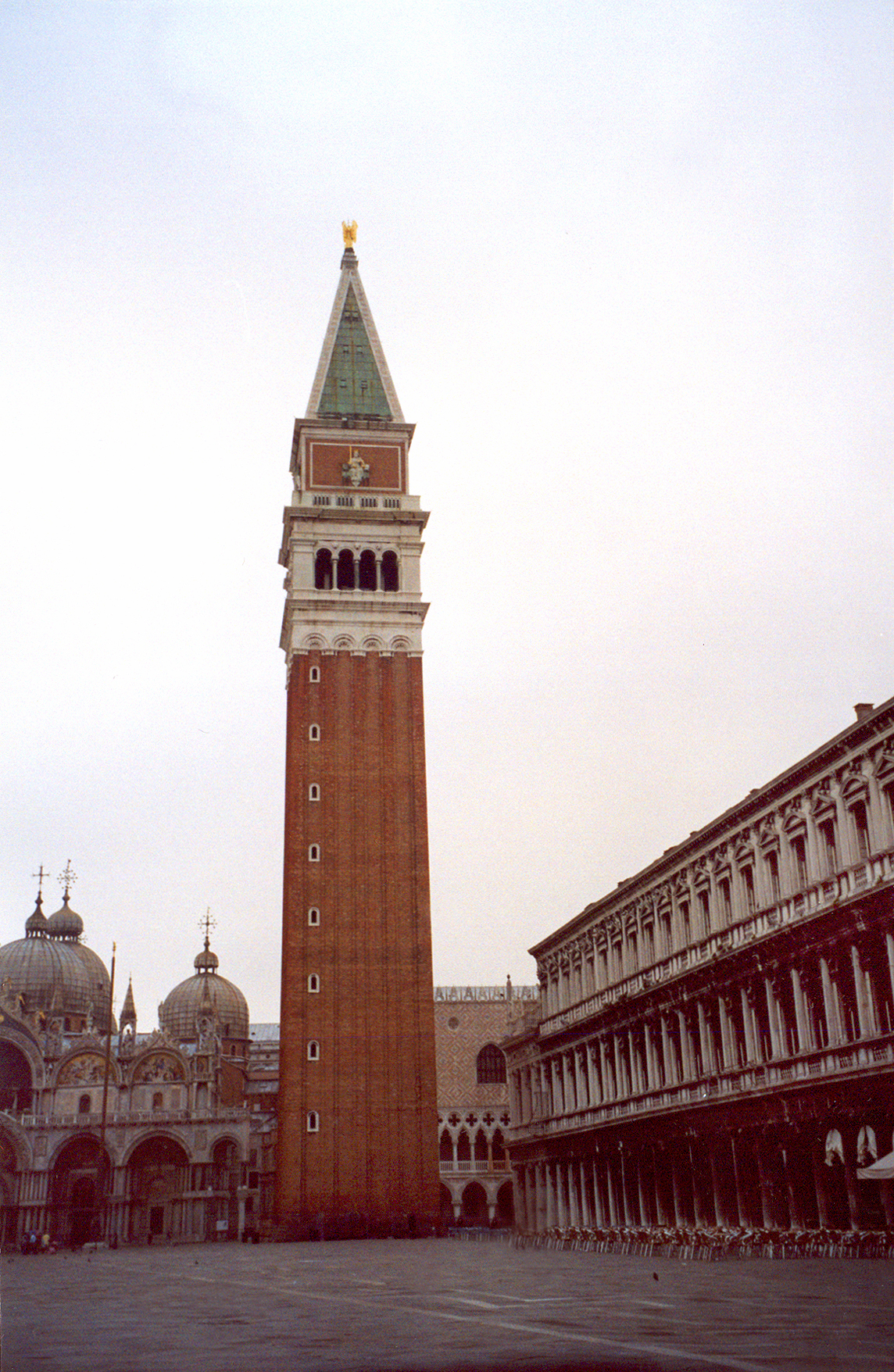
Campanar de Sant Marc de Venècia